# Ránesvárre naturreservat
Ránesvárre naturreservat är ett naturreservat i Gällivare kommun och Jokkmokks kommun i Norrbottens län.
Området är naturskyddat sedan 2024 och är 8 641 hektar stort. Reservatet ligger nordost om Jokkmokk och består av gran- och björkabevuxna Ránesvárre och dess biberg samt våtmarker däromrkring och i söder.